# Schleesen

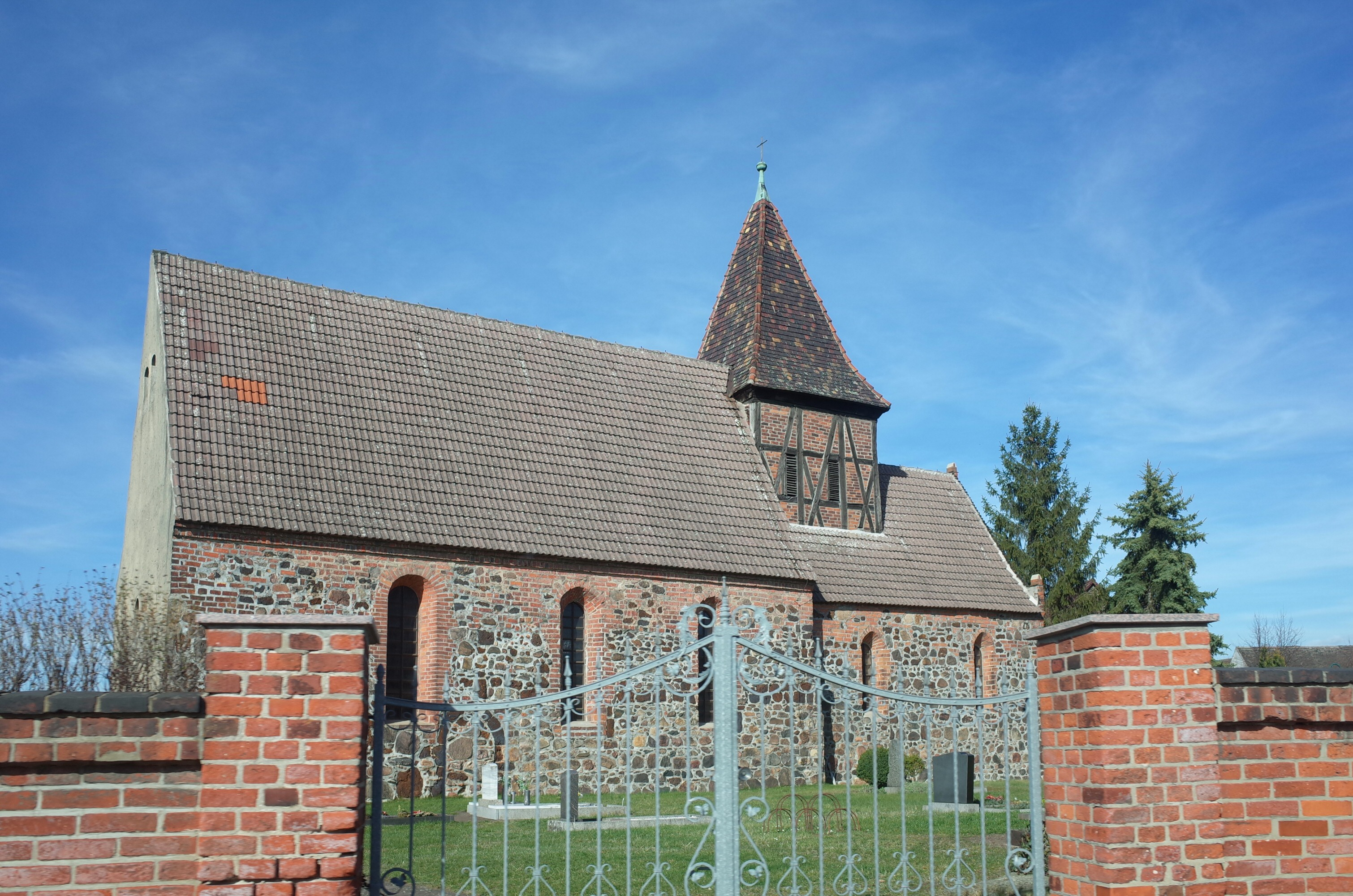
Kerk van Schleesen

Schleesen is een plaats en voormalige gemeente in de Duitse deelstaat Saksen-Anhalt, en maakt deel uit van de Landkreis Wittenberg.
Schleesen telt 536 inwoners.